# Lucien Descaves
Lucien Descaves (Parigi, 18 marzo 1861 – Parigi, 6 settembre 1949) è stato uno scrittore, giornalista e drammaturgo francese.

## Biografia
Figlio di Alphonse Descaves (1830-1890), originario di Château-Thierry, scrittore ed incisore, professione a cui Lucien Descaves rese omaggio con il libro intitolato La Teigne (1885), e di d'Hélène Château (1839-1882), originaria di Parigi.
Dopo aver lavorato come impiegato presso il Crédit Lyonnais, si arruolò nell'esercito, dove restò per un periodo di sei anni.
Frequentò i più importanti scrittori naturalistici, tra i quali Joris-Karl Huysmans e Edmond de Goncourt.
Nel 1887, Descaves firmò assieme a Paul Margueritte, Paul Bonnetain ed altri autori il manifesto Manifeste des cinq, contro Émile Zola e gli eccessi del Naturalismo, che successivamente sconfessò e diventò un ammiratore di Zola.
La sua carriera letteraria incominciò con una serie di racconti realistici, come Le calvaire d'Héloise Pajadou (1882), per proseguire con i romanzi, tra i quali La Teigne  (1886), accolto con un certo entusiasmo dai critici.
Tre anni dopo pubblicò Sous-Offs (1889), la sua opera più conosciuta, nella quale descrisse la vita e le classi militari. Il suo libro gli procurò qualche guaio e nel 1890  venne assolto dall'accusa di offesa alla morale e alle forze armate.
I suoi scritti successivi spaziarono dalle tematiche sociali e politiche, come nel caso de La colonne (1901) e del Philemon, vieux de la vieille (1913), dedicati alla Comune di Parigi, alle commedie sentimentali, come L'as de coeur (1920) e Le coeur ébloui (1926).
Come drammaturgo, seguì la tradizione del "Théâtre Libre" di Antoine, e si mise in evidenza con La Clairière (1900), Oiseaux de passage (1904, con M. Donnay), L'attentat (1906, con Alfred Capus).
Fu redattore del giornale l'Aurore nel periodo dell'affare Dreyfus, tramite il quale difese il capitano Dreyfus.
Dal 1916 tenne una rubrica letteraria sul Journal.
Nel 1927, firmò assieme ad un gruppo di filosofi, intellettuali ed artisti, una petizione a favore della libertà di opinione dei pensatori e della popolazione.
Durante l'occupazione della Francia dalla Germania, si ritirò a Senonches (Eure-et-Loir), dove scrisse i suoi ricordi che saranno pubblicati nel 1946 con il titolo Souvenirs d'un ours.
Fu uno dei membri fondatori della Académie Goncourt e nel 1944 ne divenne presidente.
Descaves era il fratello di Eugène Descaves, commissario di polizia e collezionista d'arte, lo zio della pianista Lucette Descaves (1906-1993) e il padre dello scrittore e presentatore radiofonico Pierre Descaves (1896-1966).
È deceduto il 6 settembre 1949 a Parigi.

## Opere principali
- La Teigne, 1886.
- La Caserne, misères du sabre, 1887.
- La Pelote, 1888, pièce naturalista.
- Sous-Offs, romanzo militare, 1889.
- Les Chapons, assieme a Georges Darien 1890, pièce naturalista.
- Les Emmurés, 1894, romanzo.
- En villégiature, 1896.
- La Cage, 1898, pièce naturalista.
- Soupes, 1898.
- La Colonne, 1901, romanzo sulla Comune d Parigi.
- La vie douloureuse de Marceline Desbordes-Valmore, 1910, biografia.
- Philémon, vieux de la vieille, 1913, romanzo sulla Comune.
- Ronge-Maille vainqueur, 1920, pamphlet antimilitarista.
- L'Hirondelle sous le toit 1924
- Souvenirs d'un ours, 1946, autobiografia.